# Gonzalagunia brachyantha
Gonzalagunia brachyantha är en måreväxtart som först beskrevs av Achille Richard, och fick sitt nu gällande namn av Ignatz Urban. Gonzalagunia brachyantha ingår i släktet Gonzalagunia och familjen måreväxter.
Artens utbredningsområde är Kuba. Inga underarter finns listade i Catalogue of Life.